# Универзитет Бен Гурион
Универзитет Бен Гурион (хебр. אוניברסיטת בן-גוריון בנגב) је државни универзитет у Израелу. Састоји се од пет кампуса, а има око 20.000 студената.